# Arnold Schmitt

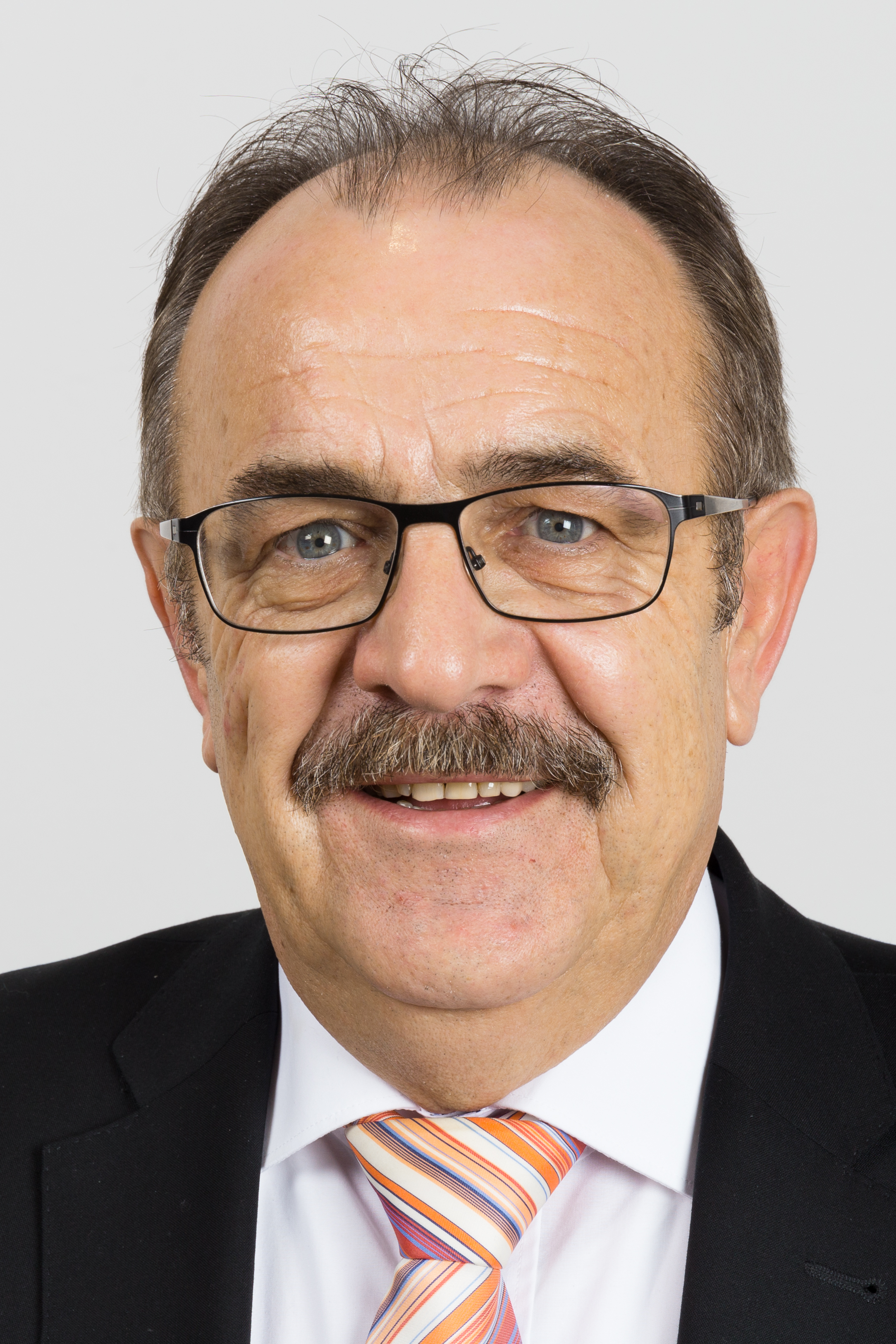
Arnold Schmitt (2016)

Arnold Schmitt (* 8. August 1954 in Trier; † 1. April 2023 in Riol) war ein deutscher Politiker (CDU). Von 2006 bis 2021 war er Abgeordneter im Landtag von Rheinland-Pfalz.
Schmitt machte 1974 das Abitur und war danach bis 1976 bei der Bundeswehr, die er als Oberleutnant d. R. verließ. Von 1976 bis 1981 absolvierte er ein Studium an der Universität Trier, das er als Diplom-Kaufmann beendete. Von 1982 bis 1989 war Schmitt als Regionalvertriebsleiter einer Fotofilialkette in Köln tätig. Im Jahr 1989 wurde er Geschäftsführender Gesellschafter der Schmitt GmbH in Schweich.
Schmitt wurde 1970 Mitglied der CDU. Im Jahr 1993 wurde er zum Vorsitzenden des CDU Gemeindeverbandes Schweich gewählt. Von 2002 bis 2006 war er stellvertretender Vorsitzender des CDU-Kreisverbandes Trier-Saarburg. Danach wurde er Vorsitzender. Am 18. Mai 2006 wurde Schmitt Mitglied des Landtags von Rheinland-Pfalz, indem er das Direktmandat im Wahlkreis Trier/Schweich gewann, das er 2011 und 2016 verteidigen konnte. Dort war er Vorsitzender im Ausschuss für Landwirtschaft und Weinbau. Er kandidierte bei der Wahl zum 18. Landtag von Rheinland-Pfalz nicht erneut.
Arnold Schmitt war verheiratet und hinterließ seine Ehefrau und zwei Kinder. Er lebte in Riol, wo er von 1994 bis 2014 Ortsbürgermeister war.